# Hugo Grotius
Hugo Grotius (tudi Huig de Groot ali Hugo de Groot), nizozemski diplomat, pravnik, književnik, politični filozof in filozof prava, * 10. april 1583, † 28. avgust 1645. 
Poleg Francisca de Vitorie in Albertica Gentilija je priznan kot utemeljitelj modernega mednarodnega prava. 
Oče, ki je bil učenec in prijatelj nizozemskega humanista Justusa Lipsiusa, je vpeljal Huga v študij humanistike in Aristotela že v otroških letih. Že s komaj enajstimi leti je bil Grotius sprejet na Univerzo v Leidnu, kjer je s štirinajstimi leti napisal prvo knjigo, recenizijo s komentarjem enciklopedičnega dela o standardu sedmih svobodnih umetnosti (Artes liberales) pozno rimskega filozofa Marcijana Kapelle. Leta 1599 je dobil advokatsko službo v Haagu in dve leti kasneje službo uradnega kronista. V mladosti je v latinščini spisal tragedije »Adamus exul«, »Christus patiens« in »Sophomphaneos«. V stalnem kariernem napredovanju se je leta 1608 poročil. Od osmih otrok so otroštvo preživeli le štirje.

## Začetki raziskovanja mednarodnega prava
Leta 1603 je zaradi pomorskega piratstva prišlo do meddržavnega incidenta, ko je ladja v službi Nizozemske vzhodnoindijske družbe, brez pooblastil družbe ali države v bližini Singapurskega preliva zaplenila portugalsko trgovsko ladjo. Dobiček od plena je potem Družba razdelila med svoje delničarje, ki pa so se zaradi verskih prepričanj branili dobička iz piratstva. Družba je naložila Grotiusu nalogo, naj opraviči kapitanovo delovanje in prepriča delničarje Družbe ter nizozemsko javnost v nujnost zaplembe portugalske ladje.   
Grotius je v naslednjih dveh letih spisal »O indijskih ozemljih«, kjer je v skladu s pravicami danimi po naravi upravičeval zaplembo ladje, kot tudi vsako zaplembo sovražnikove lastnine v vojnem stanju, ki bi predstavljala sovražnikovo korist v vojnem sporu. Razprava je sicer obležala v predalu, saj se je sodni spor izšel v korist Družbe in zaplenitve ladje, a vendar je bila razprava podlaga za kasnejše Grotiusove spise o ureditvi mednarodnega in vojnega prava na temeljih naravnega prava.    
V drugem delu, »O svobodnem morju«,  ki pa je dočakalo objavo in je izšlo leta 1609, je postavil temelje mednarodnemu pomorskemu pravu. Svetovni oceani in morja ne morejo biti last oziroma monopol posamezne države in vsak narod ima pravico do prostega trgovanja po teh morjih. Že utrjeni španski imperij v uniji s Portugalsko in nastajajoča francoski ter angleški imperij so si lastili ne samo osvojena čezmorska ozemlja, pač pa tudi pomorske poti do njih. Kljub temu, da Grotius zanika pravico posamezne države, da na škodo drugih lasti svetovna morja, delo O svobodnem morju predstavlja ideološko opravičilo za novo monopolizacijo morij, tokrat s strani Nizozemske. Težava, ki izhaja iz dela O svobodnem morju, je zadevala še suverenost nad celinskim morjem v bližini obal.

## Arminijanski spor in izgnanstvo
Kljub napredujoči karieri in vsesplošnemu ugledu, ki ga je užival, se je leta 1615 zapletel v politično-religiozni spor med dvema različnima kalvinističnima strujama, med zmerno ortodoksno in arminijansko, fundamentalistično strujo, ki se je oddaljila od izvornega kalvinizma. Leta 1618 je zmagala ortodoksna struja. Leto kasneje je bil Grotius zaradi aktivne udeležbe v stranki arminijancev obsojen na dosmrtno ječo. Med številnimi usmrčenimi žrtvami je bil tudi Grotiusov delodajalec in politik Johan van Oldenbarnevelt, ki je Nizozemski zagotovil de facto samostojnost. Čez dve leti, leta 1621, mu je uspelo izkoristiti nepazljivost jetniških paznikov. S pomočjo žene se je v knjižni skrinji uspel pretihotapiti iz ječe. Od tam je pobegnil v Francijo, kjer ga je finančno podprl in politično zaščitil kralj Ludvik XIII. Francoski. V Franciji je napisal tudi najbolj odmevna dela: »O pravu vojne in miru« ter teološko razpravo »Resnica o krščanstvu«. Leta 1625 je bila na Nizozemskem ponujena amnestija vsem arminijancem, če so se bili pripravljeni odreči svojim prepričanjem. Grotius je ponudbo zavrnil. Leta 1635 je bil postavljen za švedskega ambasadorja v Parizu. Na enem od potovanj na Švedsko je plovilo, ko se je vračalo v Pariz, na baltski obali blizu nemškega mesta Rostock doživelo brodolom. Grotiusa je še živega naplavilo na obalo, vendar je zaradi podhladitve nekaj dni kasneje umrl. Pokopan je v rodnem Delftu v Novi cerkvi (Nieuwe Kerk).

## »O pravu vojne in miru«
Z delom »O pravu vojne in miru«  iz leta 1625, ki temelji na nazorih naravnega prava, je postavil temelje mednarodnemu pravu.

## Zanimivosti
- Tako Rijksmuseum v Amsterdamu, kot tudi muzej Het Prinsenhof v Delftu trdita, da si v muzejskih zbirkah lastita originalno knjižno skrinjo, v kateri se je uspelo Grotiusu pretihotapiti iz ječe.